# Stephen Hawking
Stephen William Hawking (Oxford, 1942. január 8. – Cambridge, 2018. március 14.) vezető angol elméleti fizikus. Nem csupán kiemelkedő szakmai sikerei által ismert, hanem a laikusoknak szóló ismeretterjesztési munkássága révén is azon kevés tudós közé sorolható, akik részei lettek a populáris kultúrának is, mint például Albert Einstein.

## Életpályája

### Fiatalkora
1942. január 8-án született Oxfordban Frank és Isobel Walker első gyermekeként. Ez a nap volt Galilei halálának 300. évfordulója és erről a tényről Hawking többször is büszkén tett említést.
Szülei Londonban élő értelmiségiek voltak. Skót származású anyja az első nők között volt, akik az 1930-as években oxfordi diákok lehettek. Yorkshire-i gyökerekkel rendelkező apja gazdálkodó családból származott, aki kutatóorvosként trópusi betegségekkel foglalkozott. Stephen nehéz időszakban született, a második világháború miatt nélkülözniük kellett, és veszélyes lett volna Londonban maradniuk, így a bombázások elkerülése végett szülei még a megszületése előtt Oxfordba költöztek. Habár a háború kitörésekor apja önkéntesnek jelentkezett, elutasították, mert kutatóként nagyobb szükség volt a munkájára. Két testvére született, Mary (1943) és Philippa (1947), és 1956-ban örökbe fogadtak egy fiút is, Edwardot. Iskolai tanulmányai idején Stephen Hawking nem ért el kiemelkedő eredményeket, sőt jegyei alapján kifejezetten rossz tanuló volt, olvasni is csak nyolcévesen tanult meg. 1950-ben apja munkája miatt St Albansba költöztek. A család egy közeli barátja úgy jellemezte őket, hogy „a Hawking família egy különc bagázs”, amit néha Stephen is nehezen viselt. A nélkülözéshez szokott családapa például egy korábban londoni taxinak használt régi kocsit vett maguknak, és a házuk mellett hullámlemezből épített bódét garázsnak, miközben ekkorra már nem voltak anyagi gondjaik. A család – apjuk afrikai kiküldetése alatt – egy ideig Mallorcára költözött, majd visszatérve Stephen Hawking letette az „eleven-plus” vizsgát, és felvételt nyert a St Albans-i középiskolába. Hawkingnak ebben az időszakban is problémái voltak az iskolai tanulással, de az intézményen kívül már több érdeklődést mutatott a tudományok iránt. 16 évesen néhány barátjával egy számítógépet készített használt műszaki alkatrészekből. A vélemények az ifjú Hawkingról megoszlottak. Osztálytársaitól az „Einstein” becenevet kapta, de volt, aki meg volt győződve róla, hogy semmire se viszi az életben. Frank Hawking elsőszülött fiát orvosi pályára szánta, de Stephent inkább a csillagászat, a matematika és a fizika érdekelte, így végül Mary lett orvos.
17 éves korától az oxfordi University College-ban tanult. Fiatalabb volt iskolatársainál, és kezdetben magányos volt, de a másodév végétől már aktívabb életet folytatott. Szeretett táncolni, és az egyetem evezős csapatának is tagja lett. A harmadik évben érezte először, hogy ügyetlen és időnként ok nélkül elesik, de nem tulajdonított neki különösebb jelentőséget. Tanulmányait lazán kezelte, kissé céltalannak és unalmasnak is tartotta őket. Elhatározta, hogy kozmológiával szeretne foglalkozni, de ekkor még Oxfordban nem lehetett diplomázni belőle, így summa cum laude minősítéssel fizikából graduált. Lehetőséget kapott a választásra, és 1962-ben úgy döntött, hogy a Cambridge-i Egyetemen szerzi meg a doktori fokozatát.

### A fordulat időszaka (1960-as évek)
| „Világok harca” Az 1960-as évek elején a fizikustársadalmat megosztotta a világegyetem keletkezésének kérdése. Az egyik elképzelés szerint – amelynek egyik jeles képviselője Fred Hoyle volt – a világegyetem állandó, keletkezésének nincs kezdete és vége (steady state, azaz „állandó állapotú”). A másik csoport elképzelése szerint az ősrobbanás volt a kezdet. Ekkoriban a rendelkezésre álló információk alapján nehéz volt dönteni, de az állandó világegyetem szemléletét több jelentős tudós vallotta magáénak, köztük Stephen Hawking konzulense, Dennis Sciama is. Későbbi kutatások alapján a tudósok zöme az ősrobbanás- elméletet fogadta el. Fred Hoyle makacs volt, és noha az új információk az elmélete részbeni átdolgozására késztették, egész életében nem tudott szakítani az állandó világegyetem képével. Ironikus, de az ősrobbanás populáris elnevezése, a „nagy bumm” Hoyle-tól ered, bár ő megvetésből hívta így a számára nem tetsző nézetet. |

Cambridge-be érkezéskor Hawkingnak még nem volt szilárd elképzelése arról, mi lesz a témája doktori dolgozatának. Mivel akkoriban maga is az állandó világegyetem elméletét fogadta el, konzulensének Fred Hoyle-t szerette volna felkérni, de a neves tudós körébe nehéz volt bekerülni, így bosszúságára a szintén kiváló, de kevésbé közismert szakembert, Dennis Sciamát kapta témavezetőnek. Hawking utóbb úgy vélte, hogy mivel Hoyle gyakran utazott külföldre, nem sokat látta volna, Sciama segítségére viszont mindig számíthatott, ami hasznosabb volt a kutatásokra nézve.
Ügyetlensége és rendezetlen mozgása ekkorra egyre észrevehetőbbé vált. Habár Hawking nem törődött az ekkor még enyhe problémával, édesanyja egy vizsgálatsorozatra küldte. Kéthetes – sokszor fájdalmas – tesztsorozat várt rá, és az orvosok kezdetben tanácstalanok voltak. Kiderült, hogy amiotrófiás laterálszklerózisban, vagyis ALS-ben szenved. Becslésük szerint két és fél éven belül meg fog halni. Hawkinget és családját lesújtotta a hír. Stephen azonban még a kórházban tanúja volt annak, hogy a kórtermében egy kisfiú meghal leukémiában. Ez ráébresztette, hogy az ő állapotánál is van rosszabb. Ezt az emléket sokszor felidézte évek múlva is, amikor betegsége miatt hangulata romlott. Orvosai tanácsára visszatért kutatásaihoz, de a betegség tudata elnyomta figyelmét. Wagnert hallgatott, és passzivitásba esett, mert nem látta értelmét a munkának. A nyomasztó időszaknak egy – a kivégzéséről szóló – rémálom vetett véget. Úgy érezte, ha az álombeli kivégzésből kegyelmet kapna, akkor értelmes munkát tudna végezni a társadalom számára.
Kevéssel diagnózisa előtt, még 1963-ban egy szilveszteri partin ismerkedett meg Jane Wilde egyetemi hallgatónővel. Ez a kapcsolat segítette abban, hogy kijusson a lelki válságból. Hogy anyagi gondjaikat megoldja, megpályázott egy kutatási ösztöndíjat a Caius College-ban, amit sikerült elnyernie, így 1965 júliusában összeházasodtak. Fennállt a lehetősége, hogy meg sem éri a doktori cím megszerzését, ezért belevetette magát a munkába. Házasságkötésük után a New York állambeli Cornell Egyetemre utaztak, ahol az általános relativitáselméletről tartottak nyári egyetemet.
A doktori kutatás második évében kételkedni kezdett az állandó világegyetem teóriájában. Az ősrobbanás kérdése kezdte foglalkoztatni és az ezzel kapcsolatban az első felmerülő kérdés, hogy a semmiből lehet-e valami. 1964 júniusában ismertséget szerzett a tanszéken, amikor Hoyle állandó világegyetemről tartott előadása közben felállt, és botjára támaszkodva megkérdőjelezte Hoyle elméletének egyik részét. A tudós dühösen kérdezte, hogy mégis honnan tudja, hogy hibás a levezetés, amire Hawking azt válaszolta, hogy kiszámította. Mindenki azt hitte – köztük Hoyle is –, hogy Hawking előadás közben fejben számolta ki a bonyolult levezetést. Valójában Hoyle egyik tanítványa (aki Hawking barátja volt) már az előadás előtt megmutatta neki a kutatási anyagot, így volt ideje foglalkozni vele. Ettől kezdve pimasz zseninek könyvelték el őt.
Munkája szempontjából meghatározó Arno Allan Penzias és Robert Woodrow Wilson 1965-ös, véletlen felfedezése, ami fontos bizonyítékkal járult hozzá az ősrobbanás-elmélethez. A két tudós egy ultraérzékeny, hűtött mikrohullámú rádión dolgozott rádiócsillagászati megfigyelések céljából. Vizsgálataik során megmagyarázhatatlan zajra lettek figyelmesek, amely, mint kiderült, a kozmikus mikrohullámú háttérsugárzás, azaz az ősrobbanás „visszhangja”. Később Hawking úgy nyilatkozott, hogy ez a felfedezés karrierje legizgalmasabb fizikai eseménye volt.
Még ebben az évben eljött Hawking munkájában is az áttörés. Meghallgathatta a kiváló matematikus, Roger Penrose egyik előadását. Penrose szingularitásokról beszélt, ahol anyag tűnhet el a térben. Hawkingban felmerült a kérdés, hogy működhet-e fordítva is a dolog. Az egész elmélet kulcsa a korábban már ismert elmélet a fekete lyukakról. Albert Einstein elmélete alapján és Penrose képletében az időirányt megfordítva bizonyította, hogy létezhet a fordítottja is a fekete lyuknak, amikor is a semmiből tör elő anyag, ahogy azt az ősrobbanás-elmélet feltételezi. Ez a bizonyítás elismerést szerzett számára. 1966-ban megszerezte doktori fokozatát. 1968-ban a Cambridge-i Asztronómiai Intézet tagja lett. 1967-ben megszületett fia, Robert, 1969-ben pedig lánya, Lucy.
Ebben az időszakban már egyre nehezebben tudott dolgozni. 1968-ban elveszítette a járásképességét, és 1969-től kerekesszéket használt, 1971-től már nem volt képes írni sem.

### Az elismert tudós (1970-es évektől haláláig)

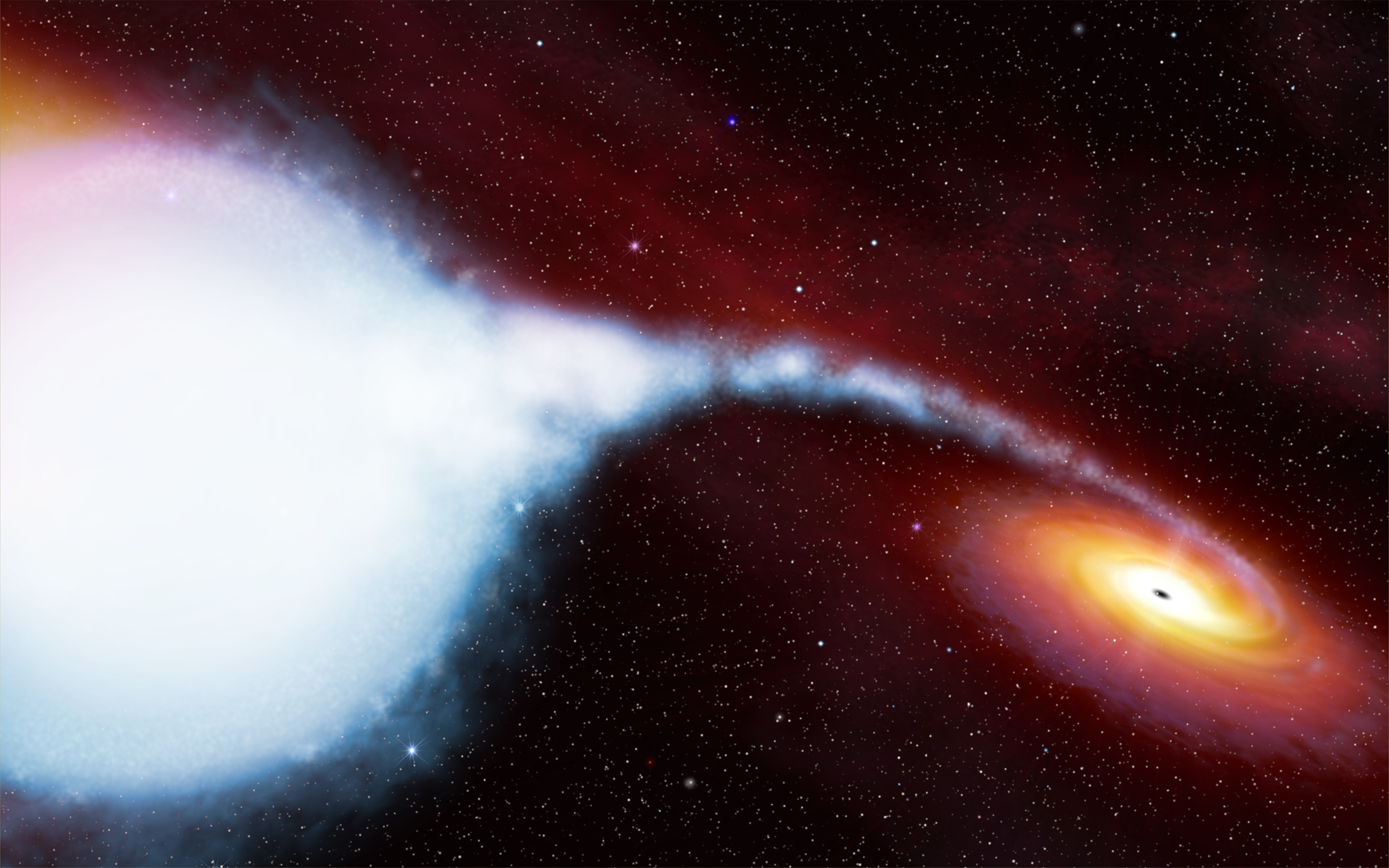
A Cygnus X-1, egy kettőscsillag egyik komponense, az egyik elsőnek azonosított fekete lyuk fantáziarajza

A „mindenség elméletének” kidolgozásához a fekete lyukak tanulmányozásába kezdett. Ekkor még csak elmélet volt a fekete lyukak létezése, a csillagászok még nem bizonyították létezésüket. 1971-ben felmerült, hogy talán a Cygnus X-1 mellett egy fekete lyuk található. Hawking izgatottan várta az eredményt. A mérések bizonyították a létezését, ami Hawking számára új lendületet adott. 1974-ben egy tanulmányában feltételezte, hogy a kvantummechanika szabályai szerint a fekete lyukak hőt bocsátanak ki. Ezt később „Hawking-sugárzásnak” nevezték el. Ez az elképzelés nagy felbolydulást keltett a tudomány világában és világszerte ismert lett a szakmában. Még ebben az évben – a felfedezés hatására – Hawkingot a brit tudományos akadémia, a Royal Society tagjává választották. Később megkapta az Albert Einstein-díjat is.
1973-ban kiadta első (szakmai) könyvét George F. R. Ellisszel közösen, a „The Large Scale Structure of Space-Time”-ot (A téridő nagyléptékű szerkezete). Egy évig a pasadenai Caltech vendégprofesszora volt Kaliforniában, utána 1977-ben professzorként tért vissza Cambridge-be. 1979-ben tizenhetedikként megkapta a Cambridge-i Egyetem Lucas-professzora címet, amelyet korábban Isaac Newton is viselt. Egészen 2009-es nyugdíjazásáig maradt ebben a tisztségben.
Miután Hawking beszédhangja kezdett eltorzulni, ezután már csak a beszédét értő személy tolmácsolásával tudott előadásokat tartani. Így diktálta le tanulmányait is. 1985-ben egy genfi utazás során tüdőgyulladást kapott és szervezete összeomlott. Az életét megmentő gégemetszés miatt elveszítette beszédképességét. Több, a kommunikációt segítő megoldást kipróbáltak, végül egy Walt Woltosz által fejlesztett gép vált be. Ennek segítségével – az éppen hogy minimális ujjmozgásra képes – Hawking mindössze egy kapcsoló mozgatásával tudott szöveget szerkeszteni, és egy másik készülék segítségével azokat kimondatni. Így a kommunikációja gördülékenyebb lett, mint a beavatkozás előtt volt. Egyre több szakember állt a segítségére. Egy végzős hallgatókból álló csoport végezte az útmutatásai alapján a számításait.
Az idő rövid történetét (A Brief History of Time), amely laikusok számára magyarázza el a téridő elméletét, 1982-ben kezdte el írni. Az 1988-ban megjelent könyv kiemelkedő sikert ért el. Négy évig volt a londoni Sunday Times best-seller listájának élmezőnyében. A művet több mint negyven nyelvre fordították le és világszerte harmincmillió példány kelt el belőle. E könyv révén vált a tömegek előtt is ismert tudóssá. Mivel sokan még ezt is nehezen érthető könyvnek találták, 2001-ben megírta a „Világegyetem dióhéjban” (The Universe in a Nutshell) című könyvét. Még közérthetőbb stílusban íródott a 2005-ben megjelent „Az idő még rövidebb története” (A Briefer History of Time). Ez a könyv „Az idő rövid története”-ének átdolgozott és kibővített változata.
2004-ben egy dublini konferencián, mások kutatási eredményének hatására visszavonta a fekete lyukakról szóló – a kvantummechanika szabályainak ellentmondó – azon nézetét, miszerint az anyag elveszne benne.
Habár korábban összeegyeztethetőnek tartotta a modern fizika és a „Teremtő” gondolatát, 2010-ben megjelent könyvében, a „The Grand Design”-ben kifejti, hogy Isten nem teremthette a világot. Úgy véli, az ősrobbanás a fizika törvényeinek elkerülhetetlen következménye volt.
Hawking továbbra is arra törekedett, hogy a "Mindenség elméletével" egyesítse a „kicsi” (kvantum) és a „nagy” (kozmológia) fizikáját.

## Betegsége

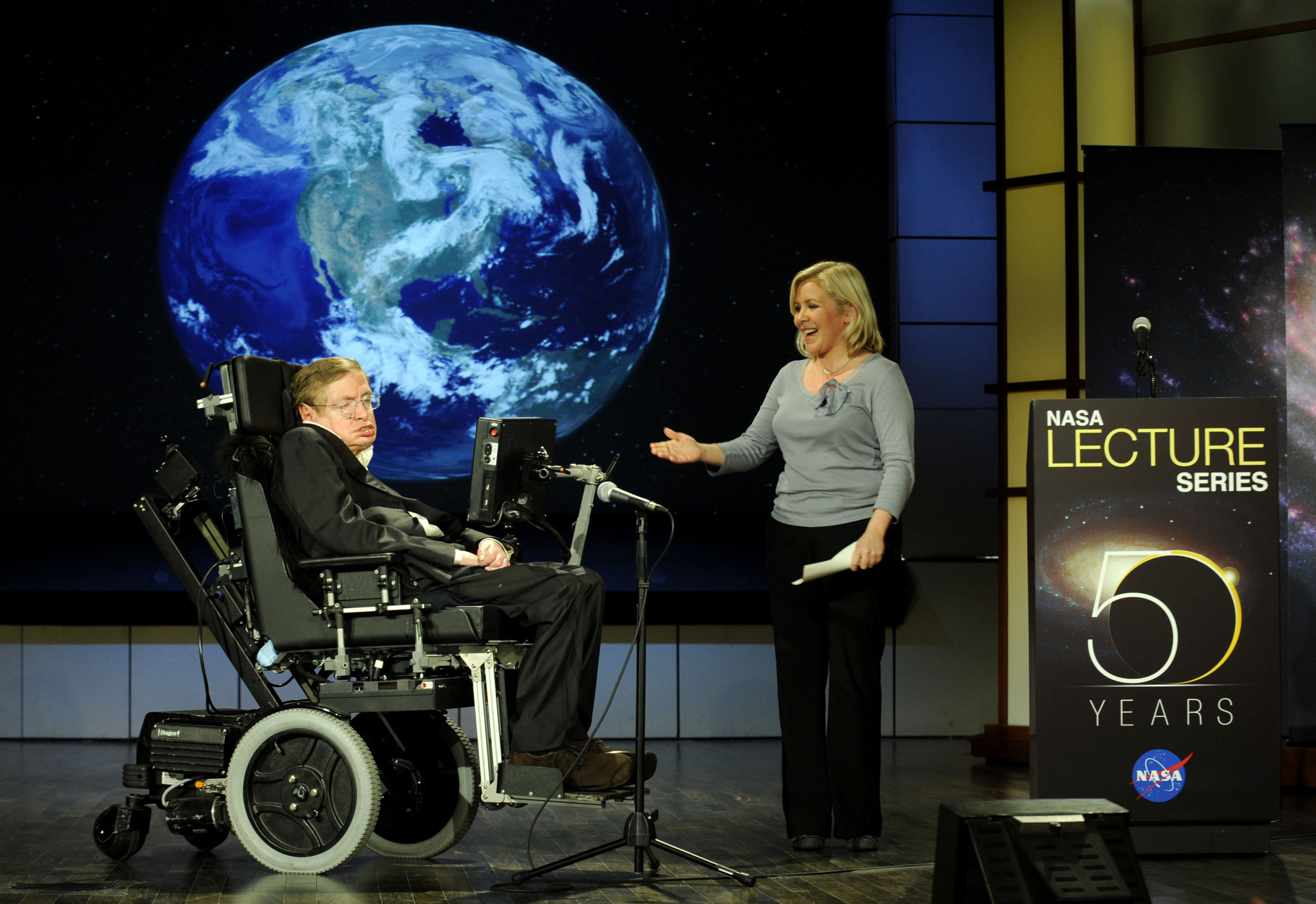
Stephen Hawking lányával, Lucy Hawkinggal 2008-ban

Stephen Hawkingnál kevéssel 21 éves kora előtt motoros neuronbetegséget, avagy degeneratív idegrendszeri elváltozást (amiotrófiás laterálszklerózis, Lou Gehrig-kór) állapítottak meg, amelynek következtében a mozgatóidegek lassan elsorvadnak. Ritka, hogy e betegséggel valaki 10 évnél tovább éljen. Hawking azonban több évtizeddel élte túl a neki jósolt időt. A betegség kezdetben természetesen elkeserítette, de később szerencsésnek vallotta magát. Elmondása szerint betegsége hozzájárult tudományos sikereihez. Úgy nyilatkozott, hogy korábban unalmasnak találta a napjait, de a diagnózis után érezte, vannak dolgok, amiért érdemes élnie. Humorát sem veszítette el a betegsége alatt. Arra a triviális kérdésre, hogy „Ön Stephen Hawking?” a „Nem, de gyakran összekevernek vele” választ adta. Egy másik nyilatkozatában azt mondta, hogy az egyik legnagyobb rejtélynek a nőket tartja. Érti az univerzumot, de a nőket nem.
Habár állapota ellenére sok évet ért meg, a mozgás- és beszédképessége hamar gyengülni kezdett. Kezdetben bottal járt, de 1969 óta tolószékbe kényszerült. Folyamatos állapotromlása miatt 1974-ben már képtelen volt önállóan enni. Kezdetben az egyetemi tanítványok voltak segítségére, majd 1980-tól részidőben hivatalos ápolók is segítették, 1985-ös műtétje óta teljes egészében ápolói segítséggel élt.
1985-ben tüdőgyulladást kapott és a szövődmények miatt életveszélyes állapotba került, szervezete összeomlott. Annak érdekében, hogy megmentsék, Hawkingon gégemetszést hajtottak végre, aminek következtében végleg elveszítette maradék beszédképességét. Ezután nehéz időszak következett. Kommunikálásra egy olyan kártyát tartottak Hawking elé, amin az ábécé betűi voltak, majd egy segítő végigmutatott a betűkön, Hawking pedig a szemöldökével jelezte, ha a megfelelő betűhöz értek. Egyik tanítványa és segítője, Brian Whitt talált egy lehetőséget, ami megoldást jelenthetett a problémára, így ettől kezdve gépek segítségével kommunikált.
Hawking együttélése a betegséggel rendkívüli. Ammar Al-Kalabi, a londoni King's College kutatóközpontja igazgatója úgy nyilatkozott, hogy nem ismernek senkit se, aki ALS-sel ilyen sokáig élt volna, ezért vizsgálják Hawking DNS-ét.
Hawking egészségét gondosan felügyelték, de 2018. március 14-én meghalt.

### Technikai eszközök a beteg szolgálatában
Stephen Hawking betegségénél fogva nem csak járásképességét, hanem csaknem minden testrészének kontrollját idővel elveszítette, amelyeket az agyi idegek vezéreltek (például a szívizmok mozgását automatikus reflexek irányítják, így azt nem érinti a betegség). Az 1980-as években már csak jószerével az egyik ujját, szemét és fejét tudta némileg mozgatni, ezért speciális motoros kerekesszékbe kényszerült. A gégemetszés után a kommunikációs problémákra segítője, Brian Whitt talált megoldást.
Hawking írásra az egy kapcsolóval működtethető „Living Center” elnevezésű kommunikációs programot használta, amit Walt Woltosz a Words Plus Inc. cégnél fejlesztett ki. A beszédet a „Speech Plus” cég beszédszintetizátorával oldotta meg. Hawking elmondása szerint így könnyebben ír és kommunikál, mint a gégemetszés előtt. Ezzel a módszerrel nagyjából 15 szót tudott rögzíteni percenként. Azonban állapota romlásával jóval kevesebbre volt képes, volt úgy, hogy csak egy szót sikerült rögzítenie percenként. Később megoldották, hogy az eszköz működtethető legyen fej- és szemmozgással is. Miután elveszítette maradék kézmozgását, kívülről az archoz rögzítettek egy vezérlő szenzort, amit az arcizom mozgásával vezérelt.
2012-ben bejelentették, hogy Hawking az előző év folyamán részt vett egy fejlesztésen, ahol egy olyan eszközön dolgoztak, ami az agyhullámok alapján dolgozik. A munkaeszköz neve: „iBrain”.

## Családi élete
1965-ben feleségül vette Jane Wilde-ot, aki akkor még a Westfield College hallgatója volt. Három gyermekük született: Robert (1967), Lucy (1970) és Timothy (1979). Házasságuk azonban válságba került, és 1990-ben elváltak. Jane Wilde és a család közeli barátja, a zenész Jonathan Jones között 1985 óta viszony volt, és időközben Hawking is beleszeretett egyik ápolójába, Elaine Masonba, akivel 1995-ben összeházasodtak. Habár előzőleg több barátja is óvta ettől a kapcsolattól, mert úgy vélték, hogy Mason csak anyagi megfontolásból megy hozzá. Masonnal való házasság hatására gyermekeivel is megromlott Hawking kapcsolata, mert állításuk szerint Mason nem engedte őket apjuk közelébe. 2004-ben a Hawkingot gondozó ápolónők feljelentést tettek a rendőrségen, miszerint Mason bántalmazta férjét, de Hawking tagadta a vádat, így ejtették az ügyet. E házasság 2006-ban válással ért véget. Azután javult Hawking családi kapcsolata gyermekeivel és volt feleségével is, aki közben, 1997-ben Jonathan Jonesszal összeházasodott. Stephen Hawking készített gyermekkönyveket lányával, Lucyval a tudományról. Három unokája van (2012).

## Munkássága és tudományos nézetei

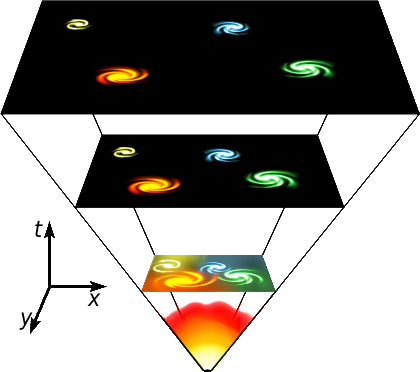
Az ősrobbanás elmélete szerint a világegyetem kezdetben hihetetlenül sűrű volt. Az idő múlásával a tér tágul, és a csillagászati objektumok egyre távolabb kerülnek egymástól

Stephen Hawking munkásságának célja röviden; az einsteini fizika nehéz testek által létrejött gravitáció szabályainak összeegyeztetése az – attól markánsan eltérő szabályokkal működő – részecskefizikával. Ha ezt a két területet sikerülne egy közös elmélettel összevonni, az lehetne a „Mindenség elmélete”.
Tudományos munkája ennél összetettebb és több jelentős fordulat is volt életpályáján.

### A „Nagy Bumm”
Húszéves korában a világegyetem keletkezésének, az ősrobbanásnak az elmélete foglalkoztatta, amely akkor még nem volt széles körben elfogadott nézet. Roger Penrose-zal közösen dolgozva kezdték el vizsgálni a térben lévő szingularitások lehetőségét, amelyek anyagot nyelnek el. Kiindulásnak Einstein nézetét vették, miszerint a gravitáció a tér görbülete, amely akár a fényt is eltérítheti. Márpedig ha Einstein általános relativitáselmélete helyes, akkor a gravitáció nagyobb mennyiségben koncentrálódhat egy pontba, és akkor egy „lyuk” keletkezik a térben, közepén egy szingularitással. Ilyen eseményt okozhat egy haldokló csillag anyagának önmagába roskadása. (Mivel ebből a lyukból még a fény se tud kijutni, a „fekete lyuk” elnevezést kapja.) Hawking rájött, hogy Penrose elméletében az idő irányának megfordítása tágulást jelent. Az ellentét, miszerint az Ősrobbanás előtt a világ egy atomnál is kisebb pont volt, amiből a tágulás után a nagy égitestek lettek, csak úgy oldható fel, hogy a fizika törvényszerűségei a két állapotban alapvetően eltérnek.

### Fekete lyuk

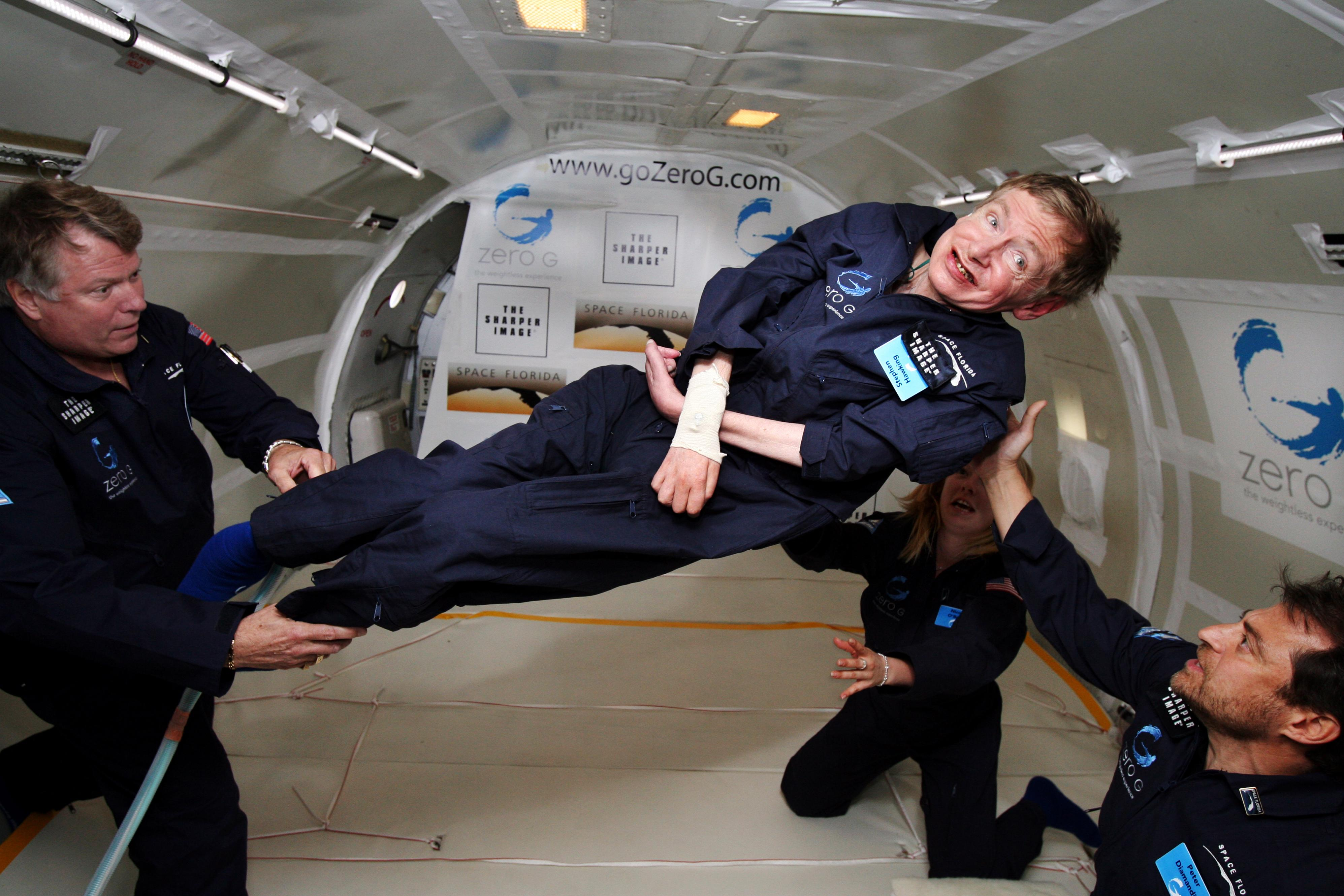
Hawking súlytalanságban

Hawking 1970 és 1974 között aktívan foglalkozott a fekete lyukakkal. 28 évesen jött rá, hogy a „nagy bumm” elméletének és a „mindenség elméletének” kulcsa a fekete lyukak vizsgálatában rejlik. A fekete lyuk eseményhorizontjának közelében vizsgálva a részecske-antirészecske párokat, úgy találta, hogy a részecskepárok közül a negatívat elnyeli a fekete lyuk, de a pozitív kisugárzódik. Korábban senki sem feltételezte, hogy a fekete lyuk sugározhat is, igaz e sugárzás nem a lyukból származik, hanem az „eseményhorizontból”. Ezt a sugárzást „Hawking-sugárzásnak” nevezik.
Az anyagot véglegesen elnyelő fekete lyukak elméletét John Preskill fizikus támadta 1997 óta, mert szerinte az ellentmond a kvantummechanika szabályainak. Végül fogadást kötöttek a vitás kérdésről. 2004-ben egy dublini konferencián Hawking bejelentette, hogy elvesztette a fogadást, és visszavonta a fekete lyukakról szóló azon nézetét, miszerint az anyag elvész benne, és egy párhuzamos univerzumba jut. A New Scientist-nek adott interjúban úgy nyilatkozott, hogy legnagyobb tudományos baklövése volt korábbi elmélete.
Stephen Hawking 2015 augusztusában egy stockholmi konferencián bejelentette, hogy – saját állítása szerint – megoldást talált a fekete lyukakkal kapcsolatos úgynevezett információs paradoxon feloldására. Malcolm Perryvel és Andrew Stromberggel közösen kidolgozott elmélet szerint az információ nem vész el a fekete lyukakban, hanem az eseményhorizonton kétdimenziós hologramok, úgynevezett szupertranszlációk formájában tárolódnak. Azonban ezen információk nem visszanyerhetők. Azt is megjegyezte, elképzelhető, hogy a fekete lyukak egyirányú átjárók egy másik univerzumba.
Idővel egy másik elmélet kezdett terjedni az elméleti fizikusok körében, ami a világot a húrelmélettel írja le, és részben magyarázatot ad Hawking megválaszolatlan problémáira, amire bizonyítékot a CERN által üzemeltetett LHC-kísérletek adhatnak.

### Időutazás
Habár Hawking lehetségesnek tartotta a tér meghajlítását és az idő megfordítását, de gyakorlatban a felszabaduló nagy energiák miatt kivitelezhetetlennek tartotta az időutazást. Hogy gyakorlatban is bizonyítsa elméletét, 2009-ben rendezett egy partit időutazóknak, amire a meghívókat 2012-ben töltötte fel az internetre. Videófelvétellel igazolta, hogy azon senki nem jelent meg 2009-ben.

### Űrutazás
2001-ben jelent meg „A világegyetem dióhéjban” (The Universe in a Nutshell) könyve, amelyben felhívja a figyelmet, hogy hosszútávon az emberiségnek a túléléshez terjeszkednie kell a világűrben. Fontosnak tartja a lendületét vesztett űrprogramok fejlesztését. Hawking szerint túl sebezhető az emberiség, ha csak egyetlen bolygón él. Amikor a NASA-nál tett látogatást 2007-ben, lehetőséget kapott, hogy részt vehessen egy súlytalansági repülésen. Ezt az alkalmat felhasználta arra, hogy felhívja a figyelmet az űrutazásra. Hawkingnak előjegyzése volt Sir Richard Branson kereskedelmi űrugrást tervező cégénél, a Virgin Galactic-nél.

### Fogadások

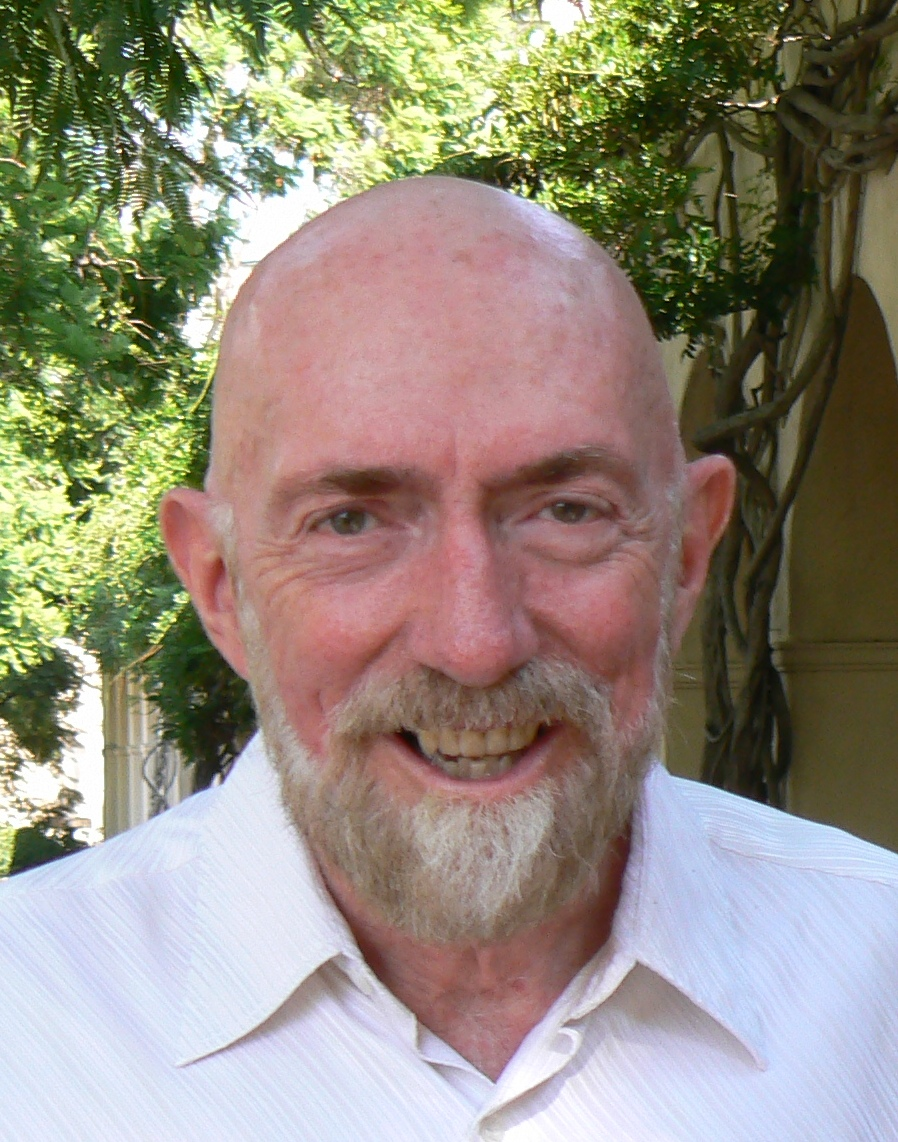
Kip Thorne 2007-ben

Hawking négy elhíresült nyilvános fogadást kötött, amiből hármat elveszített (igaz, az első esetben ez is volt a szándéka), az utolsó esetben pedig vitatott a nyertes.

#### A „biztosíték” fogadás
A csillagászok 1971-ben kijelentették, hogy a Cygnus X-1 mellett feltételezhetően egy fekete lyuk található. Mivel Hawking akkori kutatása a fekete lyukakra épült, azok létezésének csillagászati igazolása meglehetősen fontos volt számára. A vizsgálat évekig tartott, és Hawking egy fordított fogadást kötött munkatársával, Kip Thorne-nal 1975-ben. Hawking arra fogadott, hogy a Cygnus X-1 mellett nincs fekete lyuk, a fogadás tétje pedig Hawking részére egy négy évre szóló előfizetés a Private Eye viccmagazinra, míg Thorne számára egy egyéves Penthouse-előfizetés volt. A 4-1 arányt a „sportszerűség” indokolta, ugyanis a fekete lyuk létezésének valószínűségét 80%-ra becsülték. Így bármi legyen a fogadás végkimenetele, az Hawking számára előnyös volt. Hiszen ha a Cygnus X-1 mellett van fekete lyuk, akkor elveszíti a fogadást, de szakmailag egy jó hír, ha mégsem, akkor pedig nyer egy négyéves Private Eye-előfizetést. Végül bebizonyosodott a Cygnus X-1-gyel kapcsolatos feltevés, és a csillagászok igazolták a fekete lyuk meglétét, így Hawking örömmel veszítette el a fogadást.

#### A „Thorne–Hawking–Preskill” fogadás
A „Thorne–Hawking–Preskill” fogadás már igazi szakmai kihívás volt. John Preskill támadta a Hawking nézete által keletkezett paradoxont. Hawking – az általános relativitás elméletre támaszkodó – feltételezése szerint a fekete lyuk elnyel minden információt és a Hawking-sugárzás is csak az eseményhorizontból származik, nem pedig a belsejéből. Preskill viszont a kvantummechanika szabályaira hivatkozva tagadta ezt a nézetet. 1997-ben Thorne, Hawking és Preskill végül fogadást kötött, ennek tétje egy enciklopédia volt, amit a vesztes választott ki a győztes számára. 2004-ben egy dublini konferencián Hawking bejelentette, hogy saját számításai szerint elvesztette a fogadást, habár hozzátette, hogy a fekete lyukból visszatérő információ meglehetősen sérült. Így Hawking Preskill számára elküldte a „The Ultimate Baseball” enciklopédiát, miután a nyertes egy krikett-enciklopédiát visszautasított. Mivel Thorne még nem ismerte el, hogy tévedtek volna, a fogadás lezárása még nem teljes.

#### A Higgs-bozon fogadás
Sok más jeles kutatóval egyetemben Hawking is kételkedett abban, hogy valaha is megtalálják a Higgs-bozont. Olyannyira biztos volt ebben, hogy 2000-ben fogadást kötött a michigani egyetemen dolgozó Gordon Kane-nel. Hawking 2012. július 4-én mosolyogva ismerte be, úgy néz ki, éppen most veszített 100 dollárt.

#### A gravitációs hullám fogadás
2001-ben Hawking fogadott Neil Turokkal, hogy bizonyítékot találnak – az Einstein által már megjósolt – gravitációs hullám létezésére. 2014 márciusában egy kutatócsoport közzétette, hogy a BICEP2 űrteleszkóppal olyan jelet találtak, ami közvetett bizonyítékot szolgáltat az univerzum létrejötte után nem sokkal keletkezett gravitációs hullámok létezésére. Ugyan Hawking bejelentette, hogy megnyerte a fogadást, Turok nem tekinti magát vesztesnek. Szerinte ugyanis a fogadás kifejezetten arról szólt, hogy a Planck űrszonda segítségével találják meg a gravitációs hullámot, ami akkor nem sikerült.

## Hawking megjelenése a populáris kultúrában
Annak ellenére, hogy motoros neuronbetegsége következtében súlyosan mozgáskorlátozott, Hawking aktív fizikus, író és közéleti személyiség volt.
- Szerepelt többször a Simpson család és Futurama animációs rajzfilmsorozatokban.[25][26]
- A Star Trek: Az új nemzedék egyik epizódjában saját magát játszotta.[27][14]
- Az 1993-ban megjelent The Division Bell c. Pink Floyd-album egyik számában, a „Keep Talking”-ban szerepel Hawking hangja, vagyis az addigra védjegyévé vált beszédszintetizátora hangja.[28][29]
- A 2007-es The 11th Hour című filmben szerepel, melyben a globális felmelegedési válságról beszél.
- 2008-ban kiparodizálták a meglehetősen negatív fogadtatású Superhero Movie-ban.
- Viaszszobrát a londoni Madame Tussaud panoptikumban állították ki.[30]
- Iain Heath elkészítette LEGO-másolatát, ami népszerű lett az internetes képmegosztó oldalakon.[31]
- 2012-ben az „Agymenők” vígjátéksorozat 5. szezonjának 21. epizódjában – aminek történetét őrá építették – volt egy rövid jelenete.[32][33] Novemberben pedig a sorozat 6. szezonjának 6. részében szerepelt a beszédszintetizátoros hangja. Később is többször megjelenik a sorozatban, ami tudósokról szól.

## Érdekességek
- A véletlen játéka, hogy Stanisław Lem lengyel sci-fi-író 1961-ben a Visszatérés c. (lengyelül: Powrót z gwiazd) könyvében említést tesz egy Emil Mitke nevű „nyomorék lángészről”, aki a jövőben forradalmasítja Einstein relativitáselméletét és a „minden lehetséges világegyetemre érvényes” általános megoldást tesz közzé. Mindezt két évvel Hawking ALS diagnózisa és 5 évvel a nagy jelentőségű doktori disszertációja előtt.[34]
- Jean-Michel Jarre 1993-as „Chronologie” albumát Hawking „Az idő rövid története” c. sikerkönyve inspirálta.
- Hawking születésének napja (január 8.) Galileo Galilei 1642-es halálának 300. évfordulójára esik.
- Hawking halálának napja (március 14.) Albert Einstein születése évfordulójára esik (ami egyben a nemzetközi π-nap is), mindkét tudós 76 éves korában távozott az élők sorából.[35]

## Sorozat
Stephen Hawking további ismeretterjesztő sorozatokban is szerepelt, úgymint:
- Stephen Hawking Univerzuma (Spektrum)
- A jövő tudománya Stephen Hawkinggal (Nat Geo Channel)
- Mesteri masinák (Discovery Science)
- Stephen Hawking – az őssejtek világa (Discovery Science)
- Stephen Hawking – A Nagy Terv (a könyv alapján) (Nat Geo Channel)
- Géniusz – Stephen Hawkinggal (Nat Geo Channel)

## Életrajzi filmek
Habár Hawking nem írta meg hivatalos életrajzát, eddig két életrajzi film is készült a tudós életéről.
- 2004-ben a BBC tévéfilmet forgatott a tudós életének meghatározó időszakáról Hawking címmel. A filmben Benedict Cumberbatch alakította Hawkingot, aki ezért a munkájáért BAFTA-jelölést kapott.[36]
- 2014-ben életéről mozifilm készült A mindenség elmélete címmel, melyben Eddie Redmayne alakítja.[37][38] A forgatókönyv volt felesége, Jane Wilde Hawking életrajzi könyve, a Travelling to Infinity: My Life with Stephen (Utazás a végtelenbe: Életem Stephennel) alapján készült.[39] Feleségét a filmben Felicity Jones alakítja.

## Díjak, elismerések

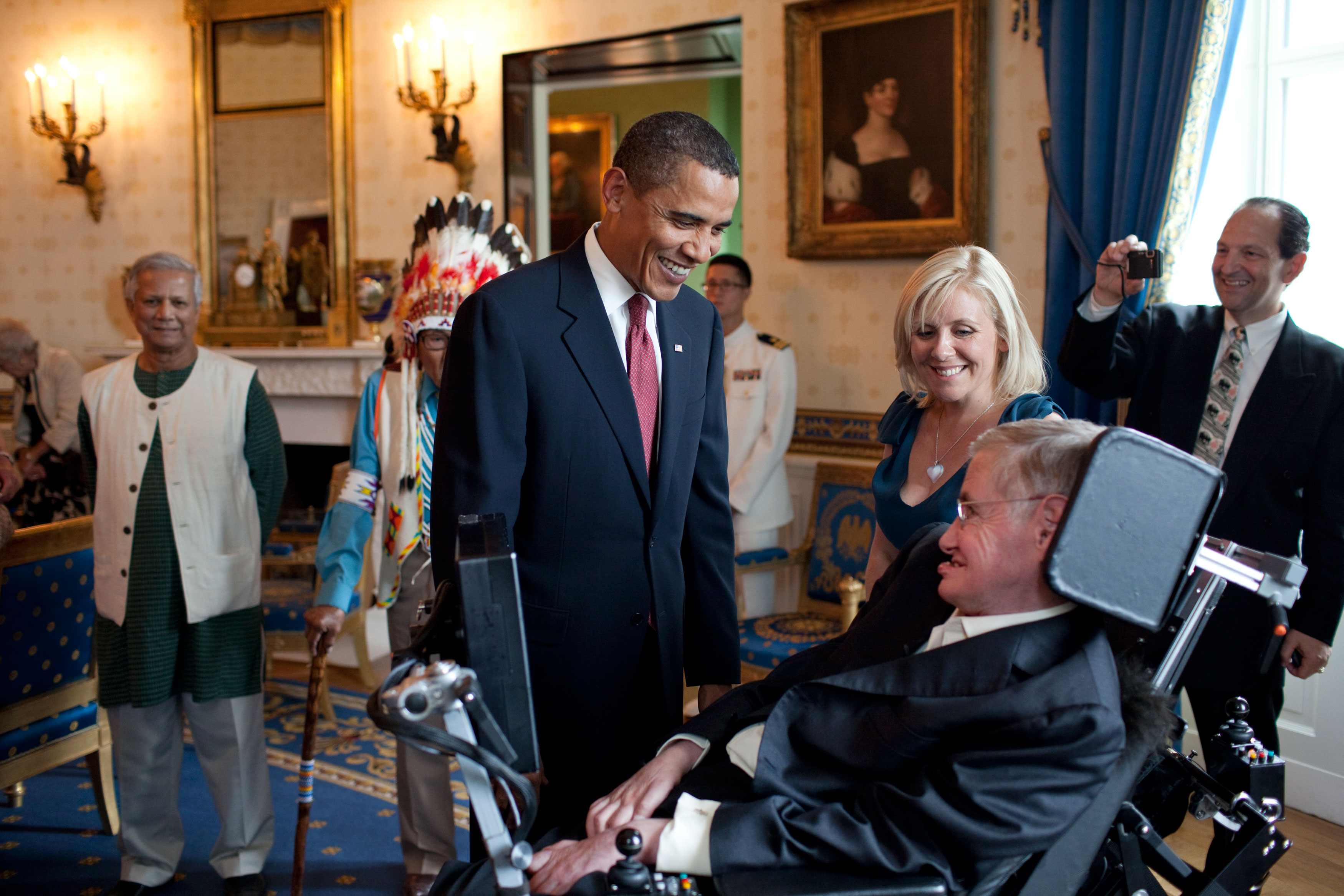
Az USA elnöke, Barack Obama beszélget Stephen Hawkinggal a Fehér házban található Kék szobában

- 1974-ben választották a Royal Society tagjává (FRS).
- 1978-ban az elméleti fizikában elért eredményeiért Albert Einstein-díjat kapott.
- 1981 Franklin-díjat kapott.
- 1982-ben a Brit Birodalom Érdemrendjét kapta.
- 1985-ben megkapja a pápai kitüntetést a „Pontificia Academia Scientiarum”-ot
- 1988-ban fizikai Wolf-díjat kapott.
- 2009-ben Elnöki Szabadságérmet kapott, amely a legmagasabb polgári kitüntetés az Egyesült Államokban.[40]
- 2013-ban fizikai Breakthrough-díjat kapott.[41]

## Könyvei

### Magyarul
Két könyve, Az idő rövid története (A Brief History of Time) és A világegyetem dióhéjban (The Universe in a Nutshell) rendkívüli népszerűségnek örvend az egész világon, és klasszikus sikerkönyveknek számítanak. Bárki elolvashatja, akit érdekel a világegyetem és annak keletkezése, nem szükséges hozzá előzetes ismeret ezeken a területeken. Van egy esszégyűjteménye is, amely szintén népszerű, a Fekete lyukak, bébi-univerzumok és más esszék (Black Holes and Baby Universes and Other Essays). Több könyv előszavának megírásához felkérték (pl. Lawrence M. Krauss: A Star Trek fizikája)
- Az idő rövid története a nagy bummtól a fekete lyukakig; előszó Carl Sagan, ford. Molnár István, ill. Ron Miller; Maecenas, Budapest, 1989
- Stephen Hawking: Einstein álma és egyéb írások; ford. Ungvárainé Nagy Zsuzsanna, Ungvárai János; Vince, Budapest, 1999; ISBN 963-9192-26-0
- Stephen Hawking–Roger Penrose: A tér és az idő természete. Előadás-sorozatok az Isaac Newton Intézetben; ford. Both Előd; Akkord, Budapest, 1999 (Talentum tudományos könyvtár); ISBN 963-645-023-4 A Cambridge-i Egyetemen 1994-ben lezajlott vita a kvantumgravitációról (nehezebb olvasmány)
- A világegyetem dióhéjban; ford. Both Előd; Akkord, Budapest, 2002; ISBN 963 9429 023
- Az idő rövid története. Az ősrobbanástól a fekete lyukakig; ford. Molnár István, Egri Győző, ill. Ron Miller; 5. felújított, átdolg. kiad.; Akkord, Budapest, 2003 (Talentum tudományos könyvtár)
- A nagy, a kicsi és az emberi elme. Kozmológia, kvantummechanika és a tudatosság fizikája; szerk. Stephen Hawking, Abner Shimony, Nancy Cartwright, ford. Gergely László Árpád; Akkord, Budapest, 2003 (Talentum tudományos könyvtár)
- A mindenség elmélete. A világegyetem eredete és sorsa; ford. Bakó Dorottya, Papp Gábor; Kossuth, Budapest, 2005
- Stephen Hawking–Leonard Mlodinow: Az idő még rövidebb története. A klasszikus ismeretterjesztő mű még közérthetőbb változata; ford. Both Előd; Akkord, Budapest, 2006; ISBN 963 9429 856
- Lucy & Stephen Hawking: George kulcsa a rejtélyes univerzumhoz; közrem. Christophe Galfard, ill. Garry Parsons, ford. Mezei Gábor; Könyvmolyképző, Szeged, 2008; ISBN 978-963-245-022-3
- Lucy & Stephen Hawking: George kozmikus kincsvadászata; közrem. Christophe Galfard, ill. Garry Parsons, ford. Marczali Ferenc; Könyvmolyképző, Szeged 2009; ISBN 978-963-245-168-8
- Lucy & Stephen Hawking: George és az ősrobbanás; ill. Garry Parsons, ford. Marczali Ferenc; Könyvmolyképző, Szeged, 2011
- Stephen Hawking–Leonard Mlodinow: A nagy terv. Új válaszok az élet nagy kérdéseire; ford. Both Előd; Akkord, Budapest, 2011
- Lucy & Stephen Hawking: George kulcsa a rejtélyes univerzumhoz; közrem. Christophe Galfard, ill. Garry Parsons, ford. Mezei Gábor; 2. jav. kiad.; Könyvmolyképző, Szeged, 2013
- Az én rövid történetem; ford. Both Előd; Akkord, Budapest, 2014
- Fekete lyukak. A BBC Reith-előadásai; bev., jegyz. David Shukman, ford. Both Előd; Akkord, Budapest, 2017

## Lásd még
- Fekete lyuk
- Gravitációs szingularitás
- Kozmikus mikrohullámú háttérsugárzás
- Kvantumgravitáció
- Hawking-sugárzás
- Ősrobbanás
- A mindenség elmélete